# Схарл
Схарл (нід. Scharl) — село в нідерландській провінції Фрисландія. Входить до муніципалітету Південно-Західна Фрисландія.
Його площа становить 6,16км², а населення станом на 2021 рік складало 60 осіб.
Перша згадка про населений пункт датується 1412 роком.

## Галерея

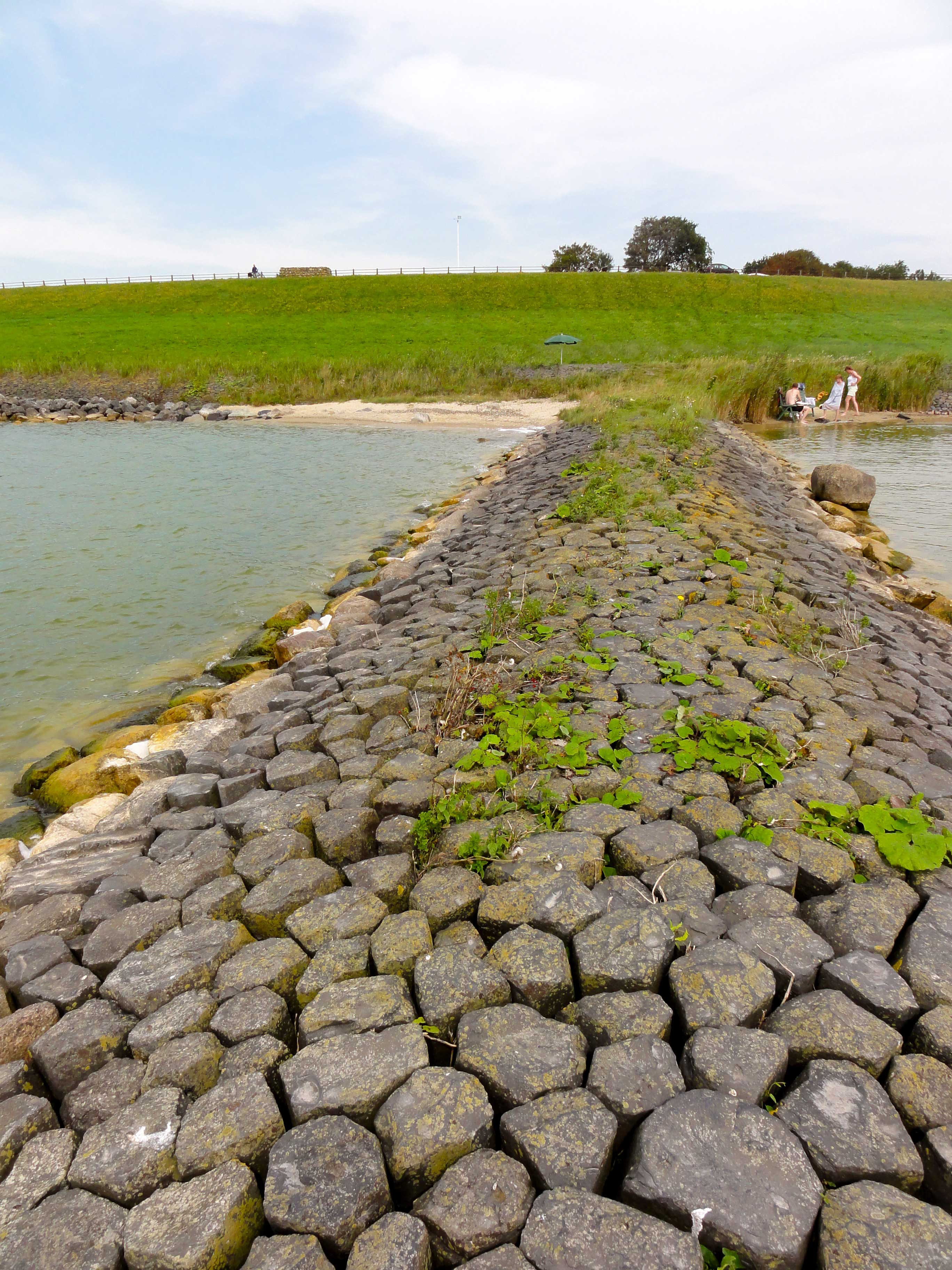
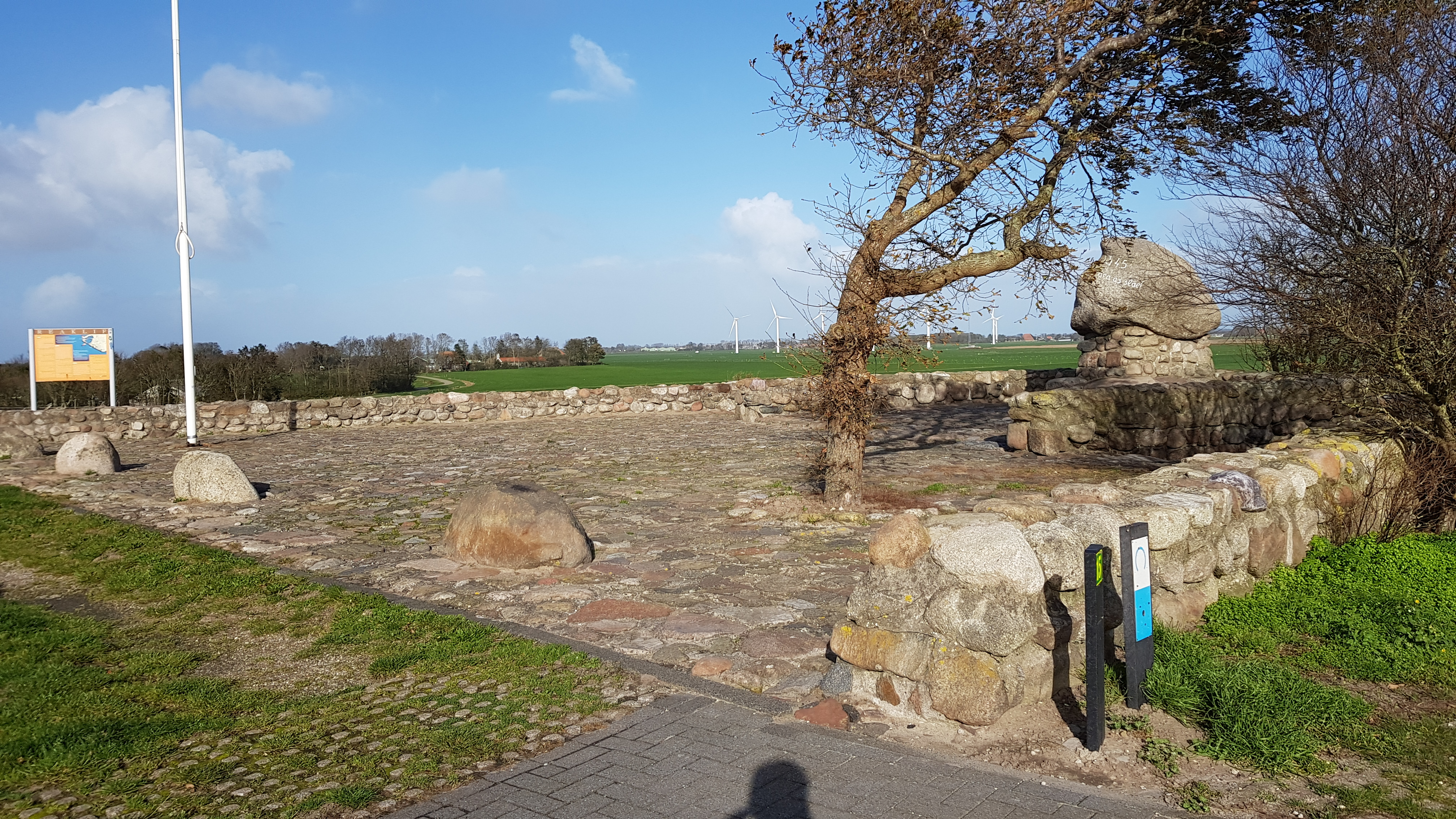